# Astichomyiia crassiseta
Astichomyiia crassiseta är en stekelart som beskrevs av Christer Hansson 2002. Astichomyiia crassiseta ingår i släktet Astichomyiia och familjen finglanssteklar.
Artens utbredningsområde är Costa Rica. Inga underarter finns listade.